# Teleobjetivo

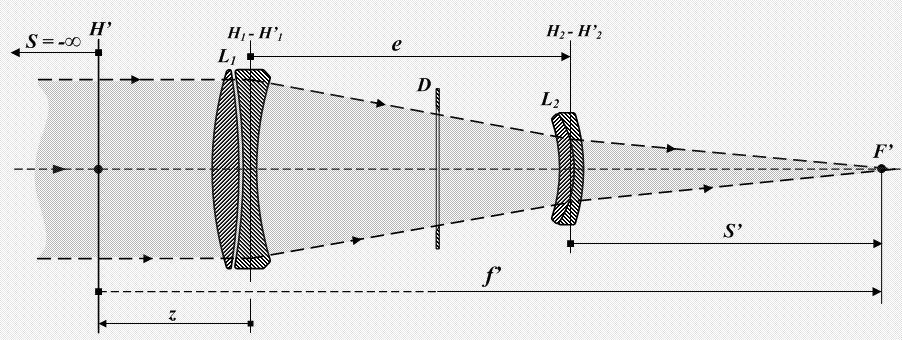
Representación esquemática de un teleobjetivo.

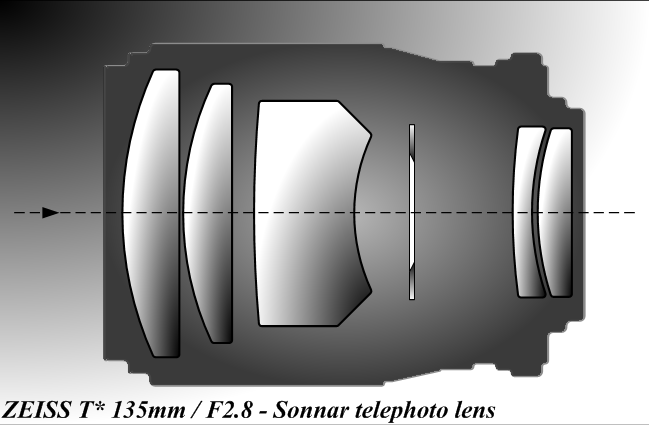
Sonnar 135/2.8 teleobjetivo.

Un teleobjetivo es un  objetivo construido de una manera específica para obtener imágenes similares a un objetivo de gran longitud, cuya distancia focal es significativamente mayor a la de un objetivo normal, y por ello de menor ángulo de visión. Su aplicación es la de fotografiar objetos lejanos y, aparentemente, comprimir la perspectiva en una imagen fotográfica debido a necesitar aumentar la distancia desde el punto de vista al encuadrar un determinado sujeto.
Realmente lo anterior correspondería a la definición de objetivo de longitud focal larga; un teleobjetivo, propiamente dicho, es todo objetivo cuyo diseño óptico contiene lentes divergentes (vid. esquema dcha.). Con ello se consigue que el ángulo bajo el que se ve la imagen, es decir, el ángulo con el que la luz llega al plano focal, sea el mismo que el del objetivo cuyo nombre ostenta, pero con un tamaño, peso y precio menores. Es decir, un teleobjetivo de 500 mm de longitud focal, medirá bastante menos de medio metro, pero producirá la misma imagen que obtendríamos con un objetivo de esa distancia focal.
De hecho, los modernos objetivos superangulares, no son más que teleobjetivos invertidos. Es lo mismo que cuando miramos por unos prismáticos al revés: abarcamos un campo (ángulo de visión) mucho mayor, por lo que los objetos, al ser pequeños, parecen lejanos.

## Cualidades

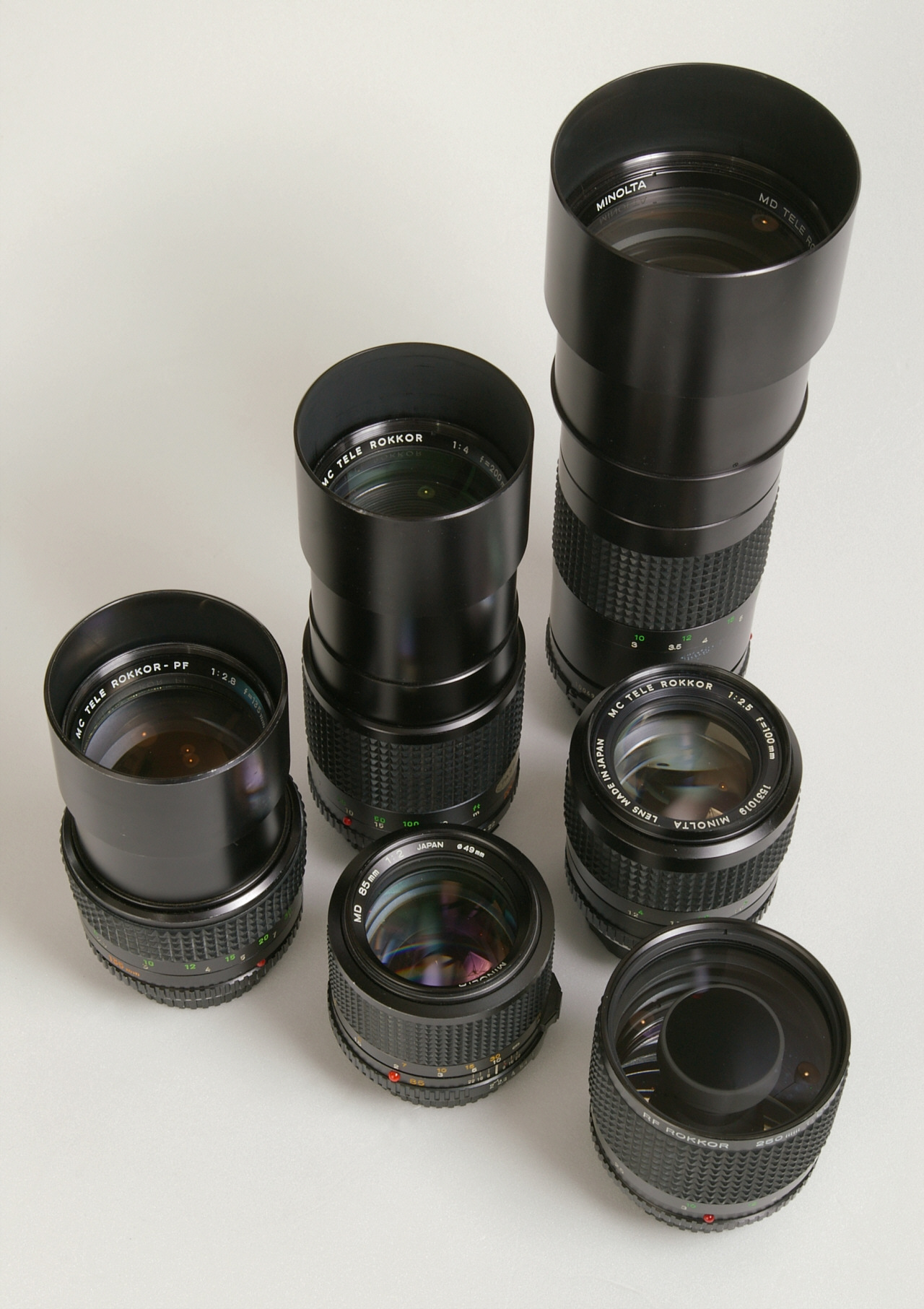
Una colección de teleobjetivos.

La primera cualidad de un teleobjetivo es la aumentar el tamaño de la imagen y por ello parece acercar los objetos fotografiados. Esto permite al fotógrafo, por un lado, la posibilidad de fotografiar objetos a distancia (tremendamente útil, por ejemplo, para fotografiar fauna salvaje) mientras que, por otro lado, permite cerrar encuadre concentrándose en partes muy concretas de un motivo general, lo cual puede utilizarse como recurso estilístico para dirigir la atención del espectador hacia aspectos o texturas concretas de un objeto a las que normalmente el ser humano no presta atención (fotografía del detalle).
A diferencia de los objetivos gran angular, los teleobjetivos ofrecen una imagen libre de distorsiones. (No aplicable a objetivos gran angular de calidad).
Cuanto mayor es la distancia focal (para una misma apertura de diafragma), más se reduce la profundidad de campo, llegando a difuminar completamente el fondo en combinación con diafragmas muy abiertos, creando un efecto conocido como bokeh. Entre otras aplicaciones de este efecto destaca su idoneidad para el retrato ya que el enfoque selectivo obliga al espectador a fijarse en lo único nítido dentro de la foto, el motivo de la misma, el ser humano retratado.
Con una mayor distancia focal un mismo tamaño de imagen necesita alejar el punto de vista y, por lo tanto, resulta también una imagen más plana. Es decir, todos los objetos parecen estar a la misma distancia, perdiendo la sensación tridimensional. Este efecto de perspectiva achatada o comprimida, lo produce la gran distancia entre la cámara y el objeto, no el propio objetivo. La perspectiva no depende del objetivo, sino de la distancia entre el sujeto y la cámara.
Cuanto menor es el ángulo de visión mayor es la repercusión del movimiento o vibración en la cámara en la fotografía siendo en ocasiones necesario el uso de un trípode. Como norma general para la fotografía y sin trípode suele recomendarse una velocidad de obturación mínima sea igual a la distancia focal equivalente a 35mm empleada, por ejemplo, para un teleobjetivo equivalente de 200 mm (300 mm en APS-C) se recomienda una velocidad mínima de 1/200 segundos.
Finalmente, los teleobjetivos suelen ser poco luminosos en general debido a que su construcción necesita unas lentes con mayor diámetro (salvo los más caros).

## Clasificación

### Objetivos para retrato
Son teleobjetivos ligeros de distancia focal comprendida entre 80 y 135 mm (para cámaras de formato pequeño).
Son ideales para foto de retrato debido a su imagen libre de distorsiones, sin ser por otro lado excesivamente plana, y a su reducida profundidad de campo que permite difuminar el fondo resaltando más la cara fotografiada.
Estos objetivos pueden emplearse sin trípode en condiciones normales de luz.
Son usuales los siguientes ángulos de visión diagonales:
- 80 mm (ángulo diagonal de 30°)
- 100 mm (ángulo diagonal de 24°)
- 135 mm (ángulo diagonal de 18°)

### Teleobjetivos estándar
Las distancias focales más usuales para teleobjetivos van desde los 135 mm a los 200 mm (en pequeño formato). Estos objetivos son a menudo menos luminosos que los grandes angulares, rondando los f:4 y los f:5,6. Estos objetivos suelen emplearse para viajes, e incluso para fotografía de naturaleza. Para estas distancias focales suele requerirse velocidades altas de obturación y para ello una buena iluminación, o película de alta sensibilidad (ISO) para evitar la trepidación. Otra opción es el uso de trípode.
Los teleobjetivos más usuales son:
- 180 mm (ángulo diagonal de 13,7°)
- 200 mm (ángulo diagonal de 12,3°)
- 300 mm (ángulo diagonal de 8,2°)
- Canon Ef 75-300 mm

### Superteleobjetivos
Los objetivos de tele muy largo, o supertele, son aquellos cuya distancia focal es mayor de 200 mm para el formato de 35 mm o su equivalente para otros formatos. Los objetivos de distancia focal larga solían llamarse objetivos telescópicos porque provienen de los objetivos de los telescopios, normalmente con una construcción muy sencilla, con un grupo acromático positivo en la parte delantera de un tubo largo extendido a partir de la cámara. Estos objetivos son casi tan largos como su distancia focal, y enfocan cambiando la longitud del tubo del objetivo. Las extensiones largas necesarias para el enfoque en las distancias cortas hacen que resulte muy desgarbado. Los superteleobjetivos fijos producen la mejor calidad de imagen disponible para la fotografía de naturaleza y deportes, pero son muy caros y voluminosos.
Los superteleobjetivos más usuales son:
- 400 mm (ángulo diagonal de 6,2°)
- 500 mm (ángulo diagonal de 5,0°)
- 600 mm (ángulo diagonal de 4,1°)
- 800 mm (ángulo diagonal de 3,1°)
- 1200 mm (ángulo diagonal de 2,1°)

Nota: estos ángulos se corresponden para un sensor o película del tamaño de la clásica película de 35 mm (36 mm x 24 mm) y para una distancia al motivo fotografiado no muy baja (a 1 m en la focal de 80 mm el ángulo es de 28º bajando rápidamente cuanto más cerca estemos al motivo).

#### Objetivos telefoto
Los objetivos telefoto, sin embargo, combinan un grupo positivo, o grupo de lentes, con un grupo negativo -llamado "telefoto"- en la parte posterior. Esto hace que tienda a ser más pequeño: su longitud es mucho más corta que su distancia focal. La adición de este grupo telefoto permite la corrección de la aberración y el enfoque. Mediante el desplazamiento de los elementos internos las velocidades autofoco aumentan, ya que solo unos pocos elementos ligeros necesitan moverse, y la longitud del objetivo no cambia con el enfoque. Esto ayuda a mantener un buen equilibrio y permite enfocar a distancias muy cortas. Los objetivos largos actuales tienen un diseño telefoto, por lo que es habitual referirse a los superteleobjetivos como telefoto largo. 

#### Características
Los objetivos telefoto extremos se concentran en un campo de visión muy reducido: un objetivo de 300 mm tiene un campo de visión de solo  8° y lo aumenta para que llene el encuadre. Si tomamos una distancia focal normal que tiene un poder de aumento de la imagen de 1x, un objetivo de, por ejemplo, una distancia focal de 300 mm conseguirá un aumento de 6x. Como la profundidad de campo es muy reducida, es necesario un enfoque muy preciso.
Los objetivos largos -a diferencia de los gran angular-, incluso las grandes diferencias de distancia focal no producen una diferencia en la imagen demasiado obvia: un objetivo de 400 mm tiene una visión de 6°, y uno de 500 mm, de 5°. Aun así, la diferencia de precio y volumen entre un objetivo de 400 mm  y uno de 500 mm con una abertura máxima comparable es considerable. La razón para ello es que, a medida que aumenta la distancia focal, el diámetro del elemento frontal debe aumentar para mantener la máxima abertura. Con los objetivos de distancia focal muy larga, el diámetro frontal se vuelve muy grande.  

#### Estabilizador de imagen
El aumento se incrementa junto con la distancia focal, por lo que el objetivo y la cámara tienen mayor trepidación: la más ligera vibración durante la exposición puede crear una especie de banda en la imagen, lo que resulta en una obvia falta de nitidez. Si es necesario sujetar la cámara con la mano, sirve de ayuda comprobar que el tiempo de exposición es tan corto o más que la distancia focal recíproca. Por ejemplo, si la distancia focal es de 300 mm, es recomendable utilizar un tiempo de 1/300 de segundo, o mejor incluso de 1/500 de s si es posible. Lo mejor es, sin duda, utilizar un trípode pero el estabilizador de imagen construido dentro del objetivo (en unos cuantos objetivos de Canon y unos pocos de Nikon y de Sigma) tiene un valor incalculable. Estos objetivos pueden permitirse tiempos de obturación de 2 o más puntos que lo indicado y obtener imágenes nítidas. Por ejemplo, con un objetivo de 300 mm, un estabilizador de imagen permite exposiciones de 1/60 de s o incluso de 1/30 de s con una nitidez aceptable.

#### Usos
Los superteleobjetivos son útiles para:
- Sujetos inaccesibles, como los deportes que se juegan en un campo grande o los pájaros en un estuario.
- Hacer que los objetos distantes parezcan cercanos.
- Imágenes que precisen una profundidad de campo extremadamente limitada.

Para conseguir los mejores resultados:
- Trabajar preferiblemente en condiciones tranquilas, sin polvo y con ambiente limpio y seco, con el sol detrás cuando se fotografíe a grandes distancias.
- Estabilizar el objetivo con trípode o sobre un soporte.
- Utilizar tiempos de obturación cortos.
- Emplear un parasol profundo.
- Evitar utilizar las aberturas más pequeñas.
- Evitar usar objetos muy grandes cuando se está siguiendo a sujetos inquietos, como pájaros o mamíferos.

### Objetivos catadióptricos
Los objetivos catadióptricos son objetivos muy ligeros, muy pequeños en relación con su distancia focal y muy baratos. Están construidos con sistemas de espejos similares a los telescopios. Como inconvenientes cuentan con una apertura de diafragma fija, no son luminosos, se producen aberraciones, y el bokeh es de peor calidad.
Para cámaras de pequeño formato las distancias focales van desde 200 mm hasta 2.000 mm. El uso de estos objetivos precisa de trípode.

### Teleconvertidores o duplicadores de focal
No son objetivos propiamente dichos, sino que son convertidores, adaptadores que se intercalan entre un objetivo y el cuerpo de la cámara para modificar la distancia focal del objetivo. Es una forma barata de duplicar la distancia focal, si bien restan luminosidad y calidad a la imagen. La luminosidad varía en aproximadamente el doble de proporción en que alteran la distancia focal. Así un objetivo 50 mm f:2.8, con un duplicador x2 pasa a ser un 100 mm f: 5.6.
Hay duplicadores desde x1,3, x1,5, x1,7, hasta x2.